# Ensemble baroque de Paris
L'Ensemble baroque de Paris est une formation de musique ancienne fondée en 1952 à Paris.
Le répertoire des musiciens est la période baroque (Telemann, Haendel, Vivaldi…) et pré-classique (fils de J.-S. Bach…).

## Membres
- Jean-Pierre Rampal, flûte (jusqu'en 1970)
- Maxence Larrieu, flûte (depuis 1970)
- Robert Veyron-Lacroix, clavecin
- Pierre Pierlot, hautbois
- Robert Gendre, violon
- Paul Hongne, basson